# Per-Olof Serenius

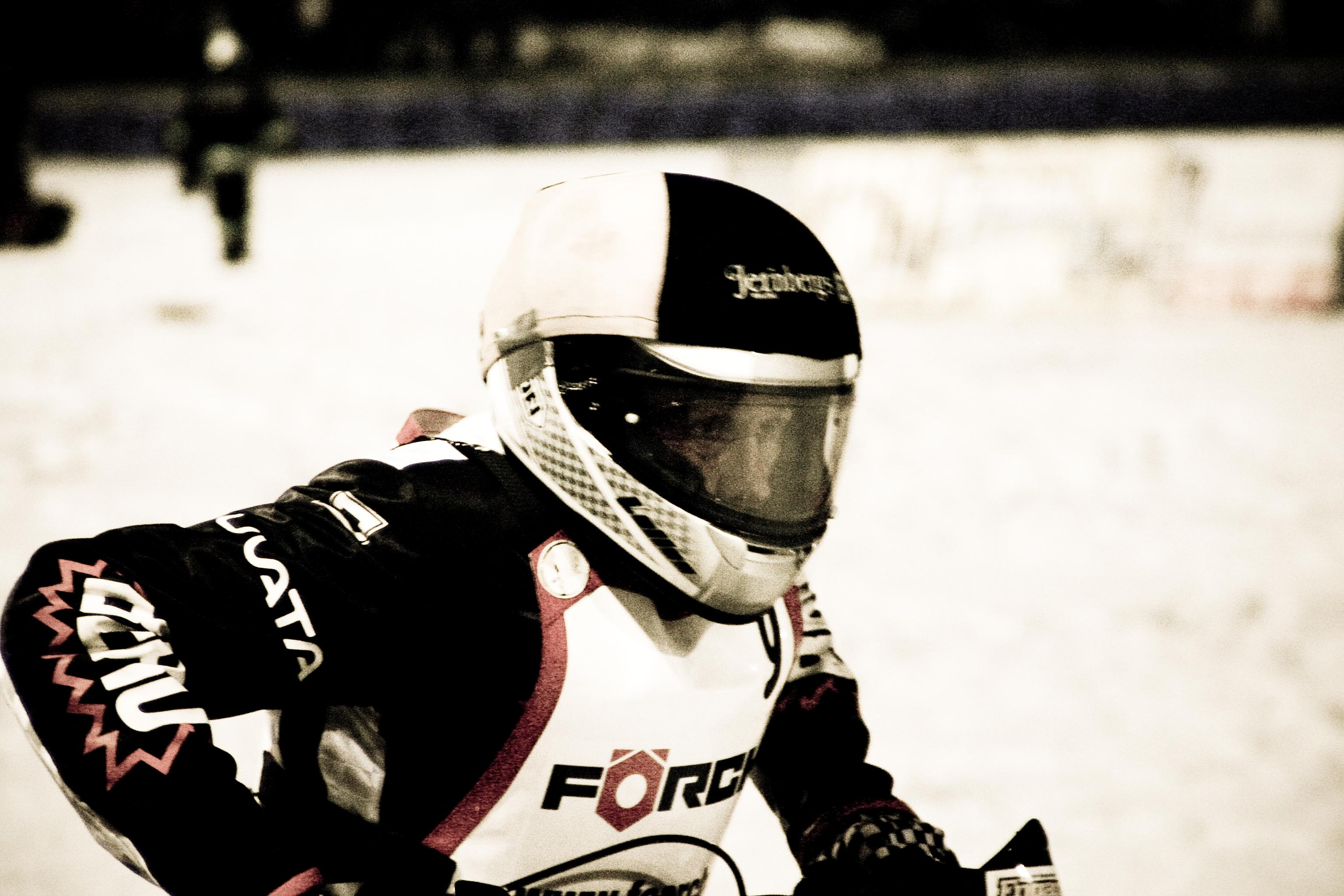
Per-Olof Serenius (2010)

Per-Olof „Posa“ Serenius (* 1948 in Gävle) ist ein schwedischer Eisspeedway-Fahrer. Er wurde 1991 und 1995 Einzel-Weltmeister und 1985 und 1995 Team-Weltmeister mit Schweden.

## Karriere
1972 begann Serenius seine Karriere als Motorradgespannfahrer, wechselte aber dann auf Enduro und 1976 auf Eisspeedway. Dort etablierte er sich schnell und kam 1978 in die Finalrunde, wo er aber nach Sturz nur 13. wurde. 1982 wurde er Einzel-Weltmeister in Inzell, wo er 1985 auch mit Schweden Team-Weltmeister wurde. Nachdem er 1991 und 1994 jeweils Vizeweltmeister wurde, gewann er im Alter von 41 Jahren das Double, indem er Einzel- und Teamweltmeister wurde.
„Posa“ Serenius betreibt Eisspeedway als Amateur und arbeitet hauptberuflich als Feuerwehrmann in seinem heimischen Gävle. Er fährt gerne Harley-Davidson und Mountainbike. Bengt Löfgren gibt mit dem Dokumentarfilm "Icy Rider" (2008) einen Einblick in die lange, professionelle Karriere von "Posa".